# Landtag del Brandeburgo
Il Landtag del Brandeburgo (Dieta statale del Brandeburgo) è l'assemblea legislativa monocamerale dello stato tedesco del Brandeburgo, composta da 88 membri. La sede del parlamento è a Potsdam.